# Liste der Wappen im Bezirk Hollabrunn
Diese Liste beinhaltet – geordnet nach der Verwaltungsgliederung – alle in der Wikipedia gelisteten Wappen des Bezirks Hollabrunn (Niederösterreich). In dieser Liste werden die Wappen mit dem Gemeindelink angezeigt.

## Hollabrunn

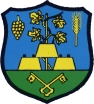
Alberndorf im Pulkautal
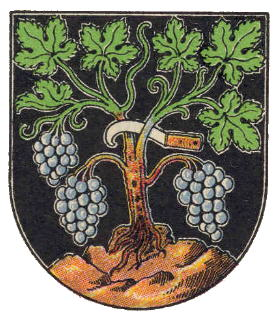
Göllersdorf
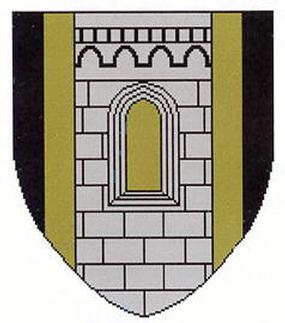
Grabern
Guntersdorf
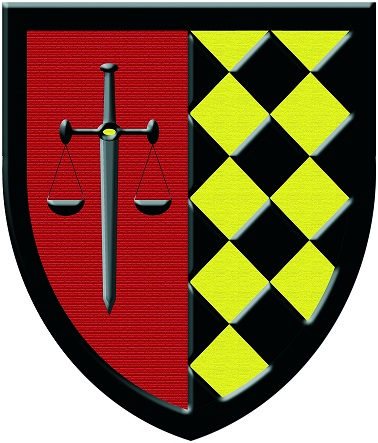
Hadres
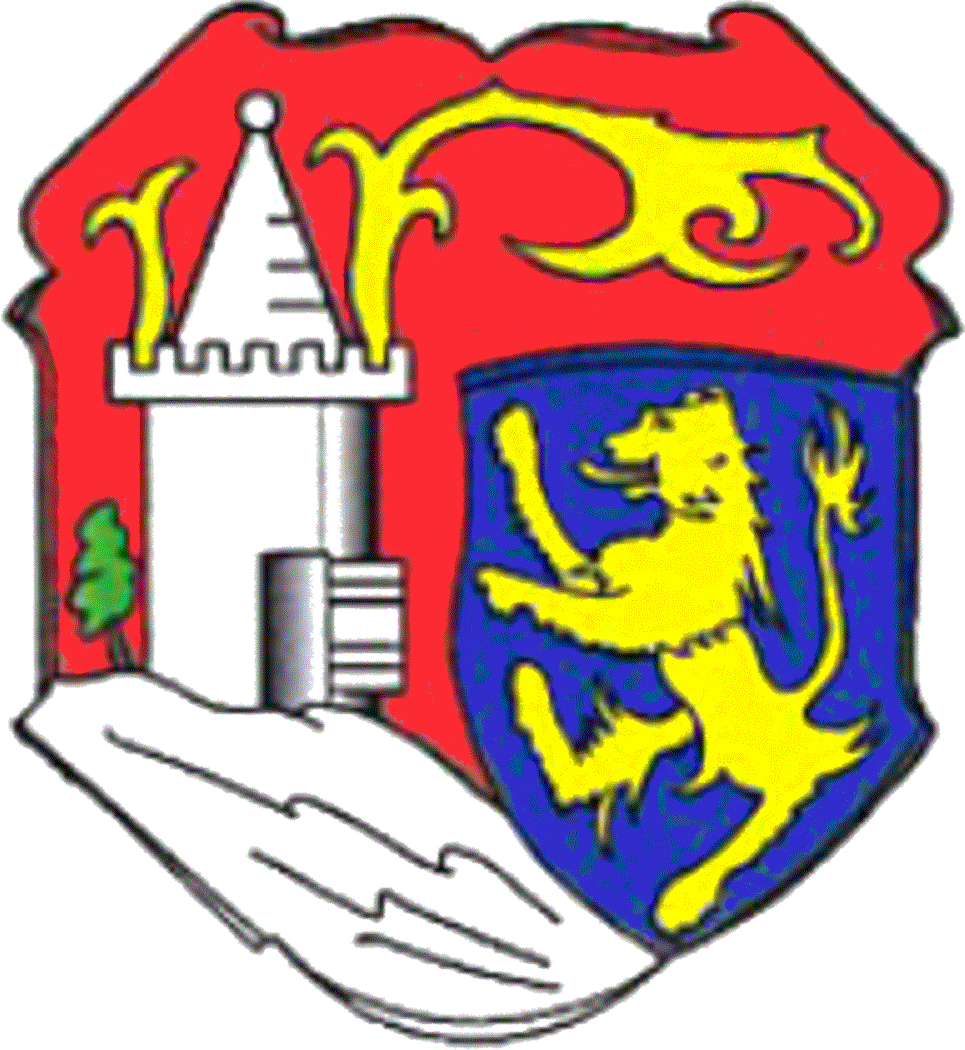
Hardegg
Haugsdorf
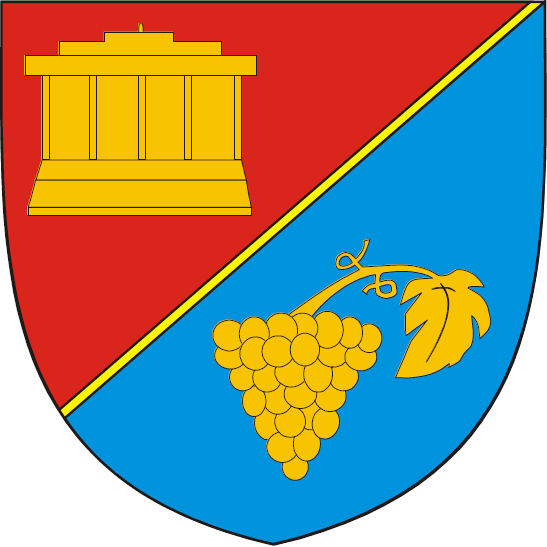
Heldenberg
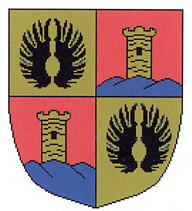
Hohenwarth-Mühlbach am Manhartsberg
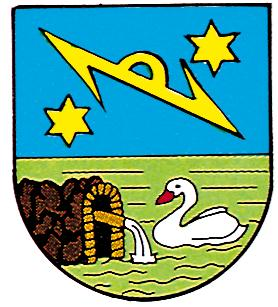
Hollabrunn
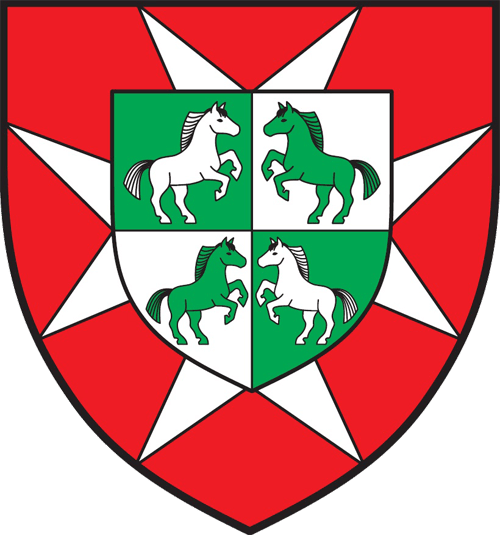
Mailberg
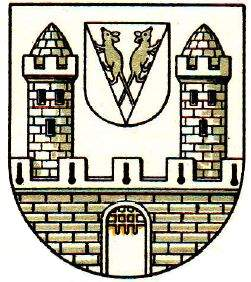
Maissau
Nappersdorf-Kammersdorf
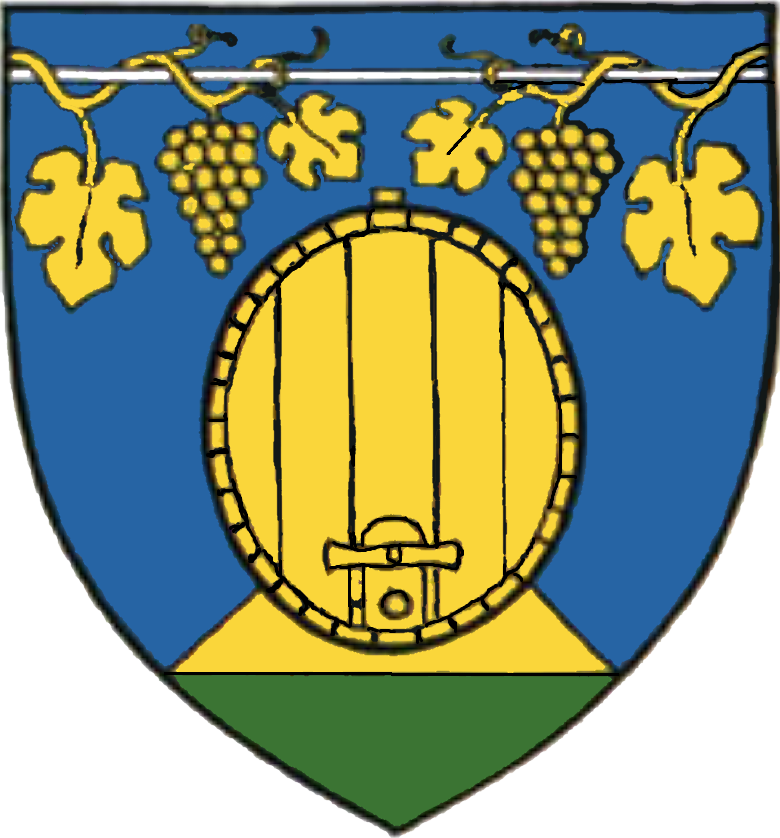
Pernersdorf
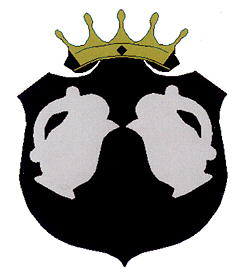
Pulkau
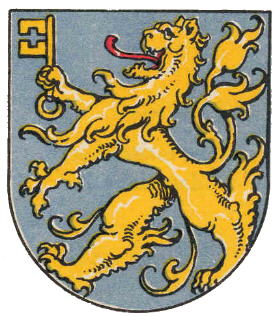
Ravelsbach
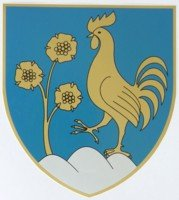
Retzbach
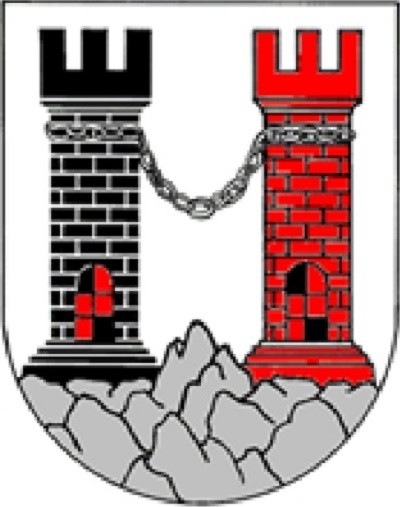
Schrattenthal
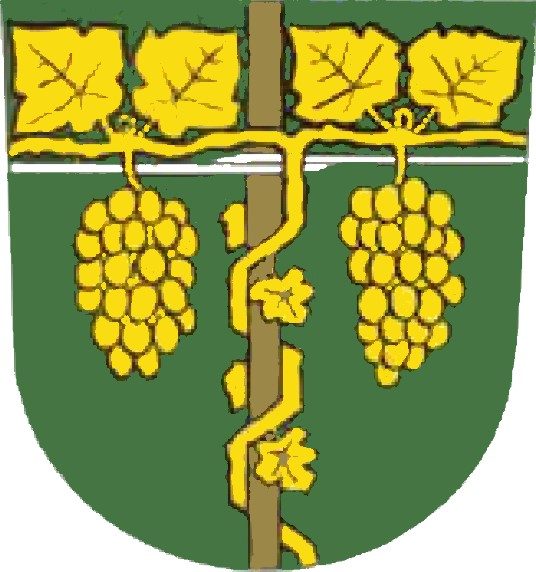
Seefeld-Kadolz
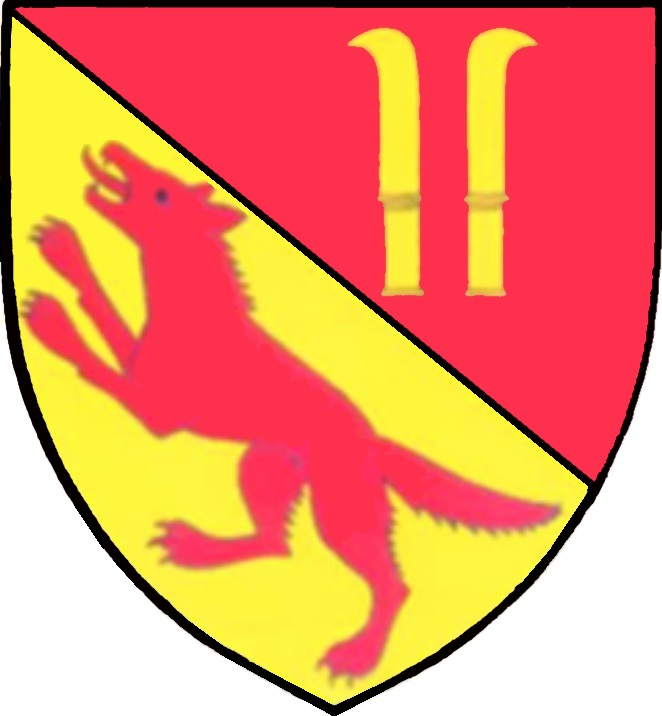
Sitzendorf an der Schmida
Wullersdorf
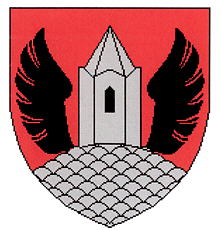
Zellerndorf
Ziersdorf